# Damas-aux-Bois
Damas-aux-Bois ist eine französische Gemeinde mit 273 Einwohnern (Stand 1. Januar 2022) im Département Vosges in der Region Grand Est. Sie gehört zum Arrondissement Épinal und zum Gemeindeverband Épinal.

## Geografie
Die Gemeinde Damas-aux-Bois liegt etwa 25 Kilometer südlich von Lunéville an der Grenze zum Département Meurthe-et-Moselle. Nachbargemeinden sind Saint-Boingt und Essey-la-Côte (Département Meurthe-et-Moselle) im Norden, Haillainville im Osten, Rehaincourt im Süden, Moriville, Portieux und Langley im Südwesten, Essegney und Chamagne im Westen sowie Saint-Rémy-aux-Bois (Département Meurthe-et-Moselle) im Nordwesten.
Durch Damas-aux-Bois verläuft der Fluss Euron. Die Westhälfte der Gemeinde ist von Wald bedeckt (Forêt Domamiale de Ternes), der bis in das Moseltal reicht.

## Bevölkerungsentwicklung
| Jahr      | 1962 | 1968 | 1975 | 1982 | 1990 | 1999 | 2006 | 2012 | 2021 |
| Einwohner | 387  | 364  | 306  | 263  | 257  | 236  | 264  | 259  | 272  |

Im Jahr 1846 wurde mit 890 Bewohnern die bisher höchste Einwohnerzahl ermittelt. Die Zahlen basieren auf den Daten von cassini.ehess und INSEE.

## Sehenswürdigkeiten

Kirche Saint-Médard

- Kirche Saint-Médard
- Kapelle Notre-Dame-de-Bon-Secours

## Wirtschaft und Infrastruktur
In der Gemeinde sind elf Landwirtschaftsbetriebe ansässig (Getreideanbau, Imkerei, Milchwirtschaft, Rinderzucht, Schweinehaltung).
Durch die Gemeinde Damas-aux-Bois führt die Fernstraße D 9 von Charmes nach Saint-Pierremont. 15 Kilometer westlich, nahe der Stadt Charmes, besteht ein Anschluss an die autobahnartig ausgebaute Route nationale 57 von Nancy nach Épinal.

## Belege
1. ↑  Damas-aux-Bois auf cassini.ehess
2. ↑  Damas-aux-Bois auf INSEE
3. ↑  Landwirtschaftsbetriebe auf annuaire-mairie.fr (französisch)